# عبد الإله الملاح
عبد الإله مرعي بن محمد علي بك ابن مرعي باشا الملاح : أديب وباحث ومترجم وصحفي سوري.

## أسرته ونشأته
ولد في حلب / سورية في العام 1940 في أسرة عريقة في الثقافة والسياسة؛ فقد كان لجده مرعي باشا الملاح (1856-1930) رجل الدولة والزعيم السياسي السوري المعروف شغف كبير باقتناء الكتب حتى اجتمعت لديه مكتبة قيمة، وقد أوقفها في حياته على كل من المدرسة الخسروية ودار كتب الأوقاف الإسلامية بحلب ليفيد منها طلاب العلم، وكان من مؤازري المجمع العلمي العربي بدمشق في طور تأسيسه. أحيا المدرسة الخسروية الشرعية، وله الفضل في تأسيس كل من جمعية العاديات ودار كتب الأوقاف الإسلامية بحلب.
وأما عمه عبد القادر ناصح بك الملاح (1878-1931) فقد كان أحد رواد الصحافة الاختصاصية، إذ أصدر مجلة «مأمورين» في استانبول (1909-1911)، وهي أول مجلة متخصصة تعنى بالشؤون الإدارية والقانونية تصدر بالتركية؛ ومجلة «الجريدة الزراعية» في حلب (1924-1925)، وهي من أوائل المجلات المتخصصة بالاقتصاد الزراعي في سوريا، ويعده العديد من الباحثين الأتراك المعاصرين واحداً من أبرز شعراء التركية العثمانية في عصره.
درس عبد الإله الملاّح الإنكليزية في كلية حلب الأمريكية. وعمل في حقل الصحافة الأدبية والسياسية في كل من سوريا ولبنان. وهو عضو اتحاد الصحفيين، واتحاد الكتاب العرب. وقد صدر له العديد من الكتب المترجمة.

## حياته العملية
- رئيس تحرير مجلة «الهند»، سفارة الهند، دمشق، 1987 ـ 1992.
- مستشار إعلامي، سفارة ألمانيا الاتحادية، دمشق، 1983 ـ 1987.
- مراسل في دمشق لمجلتي «الفكر العربي»، «الفكر العربي الاستراتيجي»، معهد الإنماء العربي، بيروت، 1981 ـ 1983.
- زميل باحث، مركز الدراسات الفلسطينية، عضو هيئة تحرير نشرة «الأرض» الصادرة عن المركز، دمشق، 1980.
- كبير المترجمين، مشروع إعادة تسيير الخط الحديدي الحجازي، شركة «دورش كونسلت» الألمانية، دمشق، 1980.
- خبير إعلامي لدى عدد من البعثات الإعلامية الغربية: BBC, CBS, NBC، 1979-1983.
- رئيس العمليات الإعلامية، سفارة الولايات المتحدة الأمريكية، دمشق في عدة مناسبات بين عامي 1979-1983.
- زميل باحث، «الموسوعة العسكرية»، المؤسسة العربية للدراسات والنشر، بيروت، 1979 ـ 1980.
- محرر الشؤون الخارجية، رئيس قسم الترجمة، صحيفة «البعث»، 1970 ـ 1979.
- عضو هيئة الرقابة السينمائية لدى المؤسسة العامة للسينما، وزارة الثقافة والإرشاد القومي، 1970-1973.
- محرر الشؤون الخارجية، مجلة «الطليعة»، دار البعث، 1968 ـ 1969.
- محرر، صحيفة «الثورة»، 1967 ـ 1968.
- أمين سر منظمة تضامن الشعوب الأفرو ـ آسيوية، دمشق، 1966 ـ 1967.
- قام بتغطية الأحداث الإقليمية الهامة التي شهدتها المنطقة في السبعينيات من القرن الماضي: حرب تشرين/ أوكتوبر 1973؛ الحرب اللبنانية. عضو البعثة الإعلامية المرافقة لرئيس الجمهورية الراحل في اجتماع القمة السورية- الأمريكية، جنيف، 1977. عضو الوفد الإعلامي العربي الأول إلى الولايات المتحدة، 1978. عمل مستشاراً إعلامياً لوفد المستشار الألماني هيلموت كول في اجتماع القمة السعودية-الألمانية، جدة، 1983.
- حاضر وشارك في ندوات معهد الدراسات الدولية العليا (جامعة جونز هوبكنز)، ومعهد الشرق الأوسط (واشنطن)، ومعهد تافتس سكول للدراسات القانونية والدبلوماسية (جامعة هارفارد)، ومجلس العلاقات الدولية (نيويورك)، ومركز الاستشراق (هامبورغ-ألمانيا).

## بلدان زارها في مهمات صحفية ورسمية
المملكة العربية السعودية، دولة الإمارات العربية المتحدة، مصر، الأردن، بريطانيا، الولايات المتحدة الأمريكية، ألمانيا الاتحادية، سويسرا، قبرص، تشيكوسلوفاكيا، تايلاند.

## شهادات تقدير
- سجل اسمه في لوحة شكر وتقدير في بهو مكتبة الأسد الوطنية بدمشق، تقديراً لمساهمته في إغناء مجموعات المكتبة؛
- درع المجمع الثقافي، أبوظبي، دولة الإمارات العربية المتحدة، 2004، تقديراً لإثرائه المكتبة العربية بترجمة العديد من الكتب المرجعية والاختصاصية من أمهات الكتب العالمية؛
- شهادة تقدير، اتحاد الصحفيين، سوريا، 1997؛
- منحته مدينة هيوستن، تكساس، الولايات المتحدة الأمريكية في العام 1978 لقب «مواطن شرف»، مع تسميته سفيراً للنوايا الحسنة للمدينة، وقدم له المفتاح الفضي للمدينة الذي يعد أعلى درجات التكريم التي تقدم لكبار زوارها؛
- جائزة مسابقة حرب تشرين/ أوكتوبر، عن دراسته: «حرب تشرين: التحدي والاستجابة» المنشورة في كتاب «الحرب العربية الأولى»، مؤسسة تشرين، دمشق، 1975.

## الأعمال المنشورة
- في الصحراء العربية: رحلات ومغامرات في شمال جزيرة العرب 1908-1914، الويس موسيل، هيئة أبوظبي للثقافة والتراث- المجمع الثقافي، أبوظبي2010.
- المدن المنسية في بلاد العرب، ستيوارت أرسكين، هيئة أبوظبي للثقافة والتراث- المجمع الثقافي، أبوظبي، 2009.
- ذاكرة السفينة الشراعية في الخليج العربي، ديونيسيوس آ. آجيوس، هيئة أبوظبي للثقافة والتراث- المجمع الثقافي، أبوظبي، 2009.
- محاضرات نوبل: المكرمون بالفوز بجائزة الأدب من 1986 حتى 2005، شركة العبيكان للأبحاث والتطوير، الرياض- مؤسسة محمد بن راشد آل مكتوم، 2009.
- المنهاج المعاصر في الفكر والفعل، جون د. مكنيل، وزارة التعليم العالي بالمملكة العربية السعودية- شركة العبيكان للأبحاث والتطوير، الرياض، 2008.
- الوجيز في منظمة التجارة العالمية، أمريتا نارليكار، مكتبة العبيكان، الرياض، 2008.
- تاريخ هيرودوت، هيئة أبوظبي للثقافة والتراث-المجمع الثقافي، أبوظبي، ط2، 2007؛ المجمع الثقافي، أبوظبي، ط1، 2001. كذلك تم إصداره في شريط مسجل ضمن إطار مشروع «الكتاب المسموع» الذي ينهض به المجمع إلى جانب طبعته الورقية.
- المنمنمات: مدخل إلى فن التصوير الفارسي، أوليغ جرابر، الهيئة العامة السورية للكتاب، وزارة الثقافة، دمشق، 2007.
- دليل المرشد: تيسير علاقات التعلم الفعال، لويز جيه زاكاري، وزارة التعليم العالي بالمملكة العربية السعودية- مكتبة العبيكان، الرياض، 2006.
- ليس المهم مقدار ذكائك بل كيف تستخدم ذكاءك، جين آن كريغ، مكتبة العبيكان، الرياض، 2006.
- فرانك كابرا، الاسم فوق العنوان: سيرة ذاتية، فرانك كابرا، المجمع الثقافي، أبو ظبي- دار الانتشار العربي، بيروت، 2005.
- جراح كراوثورن: حكاية جريمة وجنون وقاموس أكسفورد، سايمون وينتشيستر، المجمع الثقافي، أبو ظبي، 2004.
- ملحمة الرامايانا، فالميكي، المجمع الثقافي، أبوظبي، 2003.
- الشيفرة: كيف اقتحمت السرية في العصر الرقمي، ستيفن ليفي، مكتبة العبيكان، الرياض، 2002.
- المهابهاراتا: ملحمة الهند الكبرى، ط2، دار ورد، دمشق، 2002؛ ط1، الناشر (خاص)، دمشق، 1991.
- الارتجال: كسب الناس والجماعات بالعفوية، روبرت لوي، مكتبة العبيكان، الرياض، 2001.
- السينما الاسكندينافية، بيتر كاوي، وزارة الثقافة- المؤسسة العامة للسينما، دمشق، 2001.
- الدبلوماسية الأمريكية، جورج ف. كينان، دار دمشق، دمشق ـ بيروت، 1987.
- البعد الرابع للحرب، مايكل ايليوت ـ بيتمن، منشورات الطلائع، دمشق، 1976.
- الحرب والعقل الإلكتروني، أندرو ويلسون، المؤسسة العربية للدراسات والنشر، بيروت، 1974.